# Bakó Samu
Bakó Samu (Ivánegerszeg, 1837. május 22. – Budapest, 1897. augusztus 15.) evangélikus néptanító.

## Életútja
Tanult a soproni evangélikus líceumban 1851-től 1857-ig és a Schönburg-Waldenburg-féle tanítóképzőben Szászországban 1857-60-ban. Az utóbbi évben kinevezték a soproni képzőintézet tanárává; 1864-től 1872-ig a pesti evangélikus IV. elemi fiúosztály tanítója volt Pesten. 1872-től a soproni evangélikus gyülekezet V. és VI. leányosztály tanítója, 1872-től 1880-ig egyszersmind az ottani evangélikus népiskola igazgatója volt. 1874-től 1881-ig ezenkívül az evangélikus tanítóképzőben előadta a módszertant és vezette a képző-gyakorló-iskolát.
Pedagógiai cikkeket írt a következő lapokba: Néptanítók Lapja (1868), Sopron (1879 óta), Oedenburger Zeitung (1879-től) és Vasmegyei Tanügyi Értesitő (1884.) Az 1873. évi bécsi nemzetközi kiállítás tanügyi osztályáról mint hivatalból kiküldött a soproni kereskedelmi és iparkamara útján jelentést tett az illető minisztériumhoz.

## Munkái
- Magyar nyelvtan és olvasókönyv német tannyelvű népiskolák számára, négy rész. Bpest, 1876-81. (Frühwirth, Gruber és Posch társaságában. I. rész. 2. kiadása. Uo. 1882. 3. jav. kiadás Uo. 1885.)
- Olvasókönyv az evang. népiskola II. és III. osztálya számára. Uo. 1886. (Protestans Népisk. Könyvek Tára III. Kapi és Papp társaságában.)